# Oost-Baltische talen
De taalgroep Oost-Baltische talen is een deelgroep van de Baltische talen. Talen behorende tot deze deelgroep zijn:
- Letgaals
- Lets
- Litouws
- Nieuw-Koers (niet te verwarren met het uitgestorven West-Baltische Oud-Koers)
- Samogitisch
- Semgaals (uitgestorven)